# Hans-Jürgen Gede
Hans-Jürgen Gede (sinh ngày 14 tháng 11 năm 1956 tại Gelsenkirchen) là một Huấn luyện viên bóng đá và cựu cậu thủ bóng đá người Đức.
Ông hiện nay là Giám đốc kĩ thuật Câu lạc bộ bóng đá Viettel.

## Sự nghiệp bóng đá
Gede bắt đầu chơi bóng đá trong FC Schalke 04 vào năm 1975. Năm 1977, anh gia nhập SC Preußen Münster và sau khi chơi 71 lần cho câu lạc bộ, anh rời Preußen và gia nhập SC Fortuna Köln. Anh đã có 344 lần ra sân cho Fortuna Köln và ghi được 48 bàn thắng. Anh nghỉ hưu vào năm 1991.

## Sự nghiệp huấn luyện viên
Ông được bổ nhiệm làm huấn luyện viên trưởng của Fortuna Düsseldorf vào năm 1991, chỉ vài tháng sau khi ông nghỉ hưu. Ông đã ký một hợp đồng với phía Persepolis của Iran vào năm 1994 và có kết quả tốt với Persepolis. Sau khoảng ba tháng ở Persepolis, ông được bổ nhiệm làm huấn luyện viên trưởng của đội bóng đá quốc gia dưới 23 tuổi của Iran vào tháng 6 năm 1994 để dẫn dắt đội bóng tham dự Thế vận hội Mùa hè 1996, nhưng ông đã không thành công và bị sa thải sau đó. Sau đó, ông đã huấn luyện trong các đội như KSV Hessen Kassel và SV Lippstadt 08. Sau đó ông trở thành trợ lý huấn luyện viên của Rot-Weiß Oberhausen. Năm 2004, ông được bổ nhiệm làm trợ lý huấn luyện viên của đội tuyển bóng đá quốc gia Uzbekistan và trở thành huấn luyện viên trưởng năm 2005, huấn luyện đội trong hai trận đấu. Từ năm 2005 đến 2006, ông là huấn luyện viên trưởng của Shahid Ghandi trong Liên đoàn Azadegan. Al-Ahli Manama, Kuala Lumpur FA, Neftchi Baku, Okktha United FC và Tahaddy là các đội tiếp theo của anh. Trong Cup Vịnh Ba Tư 2010–11, ông là trợ lý huấn luyện viên cho Parviz Mazloomi ở Esteghlal. Vào ngày 1 tháng 6 năm 2011, ông được bổ nhiệm làm trợ lý huấn luyện viên của Zob Ahan. Ngày 20 tháng 6 năm 2016, ông được bổ nhiệm làm giám đốc kỹ thuật của ĐTQG Việt Nam.
Hiện nay, ông đảm nhiệm vai trò Giám đốc kĩ thuật của Câu lạc bộ bóng đá Viettel. Riêng vào tháng 6, ông được đăng kí làm HLV trường cho Viettel FC tại AFC Champions League 2021 do HLV Truơng Việt Hoàng không có bằng huấn luyện viên Pro tại thời điểm diễn ra giải.